# Sucre Fútbol Club (Colombia)
Sucre Fútbol Club fue un club de fútbol colombiano, de la ciudad de Sincelejo, Sucre. Debutó en el año 2012 en la Categoría Primera B, reemplazando al desaparecido Pacífico F. C.. Disputó la Categoría Primera B en la temporada 2012.

## Historia
El equipo nace en diciembre de 2011, en la culminación de la asamblea de clubes de la Dimayor del 13 de diciembre, donde se dio a conocer la aprobación de la solicitud del presidente del club, Nelson Soto Duque, para trasladar al equipo de Buenaventura a Sincelejo, con el fin de renombrarlo como Sucre Fútbol Club. Al término del campeonato Primera B 2012, se confirmó la venta de la ficha a Jaguares de Córdoba que debutó en el año 2013 en la Categoría Primera B en la ciudad de Montería.
En el Torneo Apertura clasifica a los cuadrangulares quedando cuarto del todos contra todos con 31 puntos luego queda eliminado en el grupo B donde enfrenta a los equipos Unión Magdalena, Uniautónoma y Cortuluá. En el Torneo Finalización queda décimo y por consiguiente eliminado.
En la Copa Colombia 2012 enfrenta en el grupo B a los equipos antioqueños de Atlético Nacional, Independiente Medellín, Itagüí Ditaires, Envigado F. C. y Deportivo Rionegro, quedando en el cuarto lugar.

## Uniforme
- Uniforme titular: Camiseta blanca, pantalón y medias blancas.
- Unifore visitante: Camiseta amarilla con cuello verde, pantalón y medias verdes.

### Indumentaria y patrocinador
| Período | Proveedor |
| ------- | --------- |
| 2012    | Kaxon     |

| Período | Patrocinador                                                                  |
| ------- | ----------------------------------------------------------------------------- |
| 2012    | Alcaldía de Sincelejo - Alcaldía de Tolú - Alcaldía de Coveñas - Kaxon Sports |

.

## Datos del club
- Temporadas en 1ª: Ninguna
- Temporadas en 2ª: 1 (2012).
- Maxima goleada a favor: Sucre F.C. 3 - 1 Universitario de Popayán - 29 de septiembre de 2012
- maxima goleada en contra: América de Cali 4 - 0 Sucre F.C. -  14 de octubre de 2012